# ریخاد نووی
ریخاد نووی (چکی: Richard Nový؛ ۳ آوریل ۱۹۳۷) قایقران روئینگ اهل چکسلواکی بود.
وی در مسابقات کشوری و بین‌المللی در مجموع برندهٔ ۲ مدال برنز شده‌است.